# Trillium luteum
Espèce
Classification APG II (2003)
Trillium luteum est une plante herbacée, vivace et rhizomateuse de la famille des Liliaceae (classification classique) ou des Melanthiaceae (classification APG II, 2003).

## Description

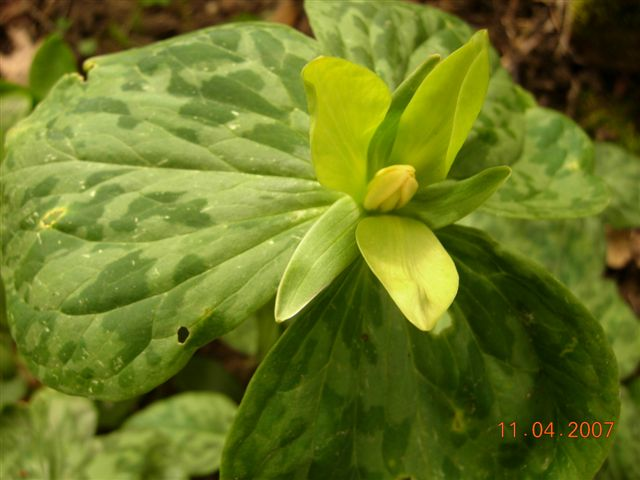
Fleur de Trillium luteum

Cette plante originaire du sud-est des États-Unis fleurit au printemps dans les forêts décidues et le long des rivières. Les pétales de 3,5 à 7 cm à odeur de citron sont jaune citron. Les feuilles ovales-elliptiques ont des taches présentes surtout dans leur jeunesse. Le fruit est une baie anguleuse blanchâtre.

## Aire de répartition
Carolines, Tennessee, sud du Kentucky et nord de la Géorgie.

## Divers
- En anglais son nom est Yellow Toadshade ou Yellow Trillium.
- Les trilliums jaunes proposés par les horticulteurs sont souvent des formes jaunes d'autres espèces.

## Sources
- Leo Lellito & Wilhelm Schacht, Hardy herbaceous perennials, Timber Press, 1985  (ISBN 0-88192-159-9)
- Frederick W. Case, Jr. & Roberta B. Case, Trilliums, Timber Press, 1997  (ISBN 0-88192-374-5)